# Carla Vizzotti
Carla Vizzotti (Buenos Aires, 1 de junio de 1972) es una médica infectóloga argentina, especializada en el control de enfermedades inmunoprevenibles. Desde el 20 de febrero de 2021 al 10 de diciembre de 2023 fue la titular del Ministerio de Salud de la Nación Argentina. Previamente, se desempeñó como secretaria de Acceso a la Salud de la Nación desde el 19 de diciembre de 2019 hasta el 20 de febrero de 2021.

## Trayectoria
Se formó como médica en la Universidad del Salvador (1997). Es especialista en medicina interna por la Universidad de Buenos Aires (2002), en enfermedades infecciosas (CEI). Fundó y es la presidenta de la Sociedad Argentina de Vacunología y Epidemiología (SAVE).

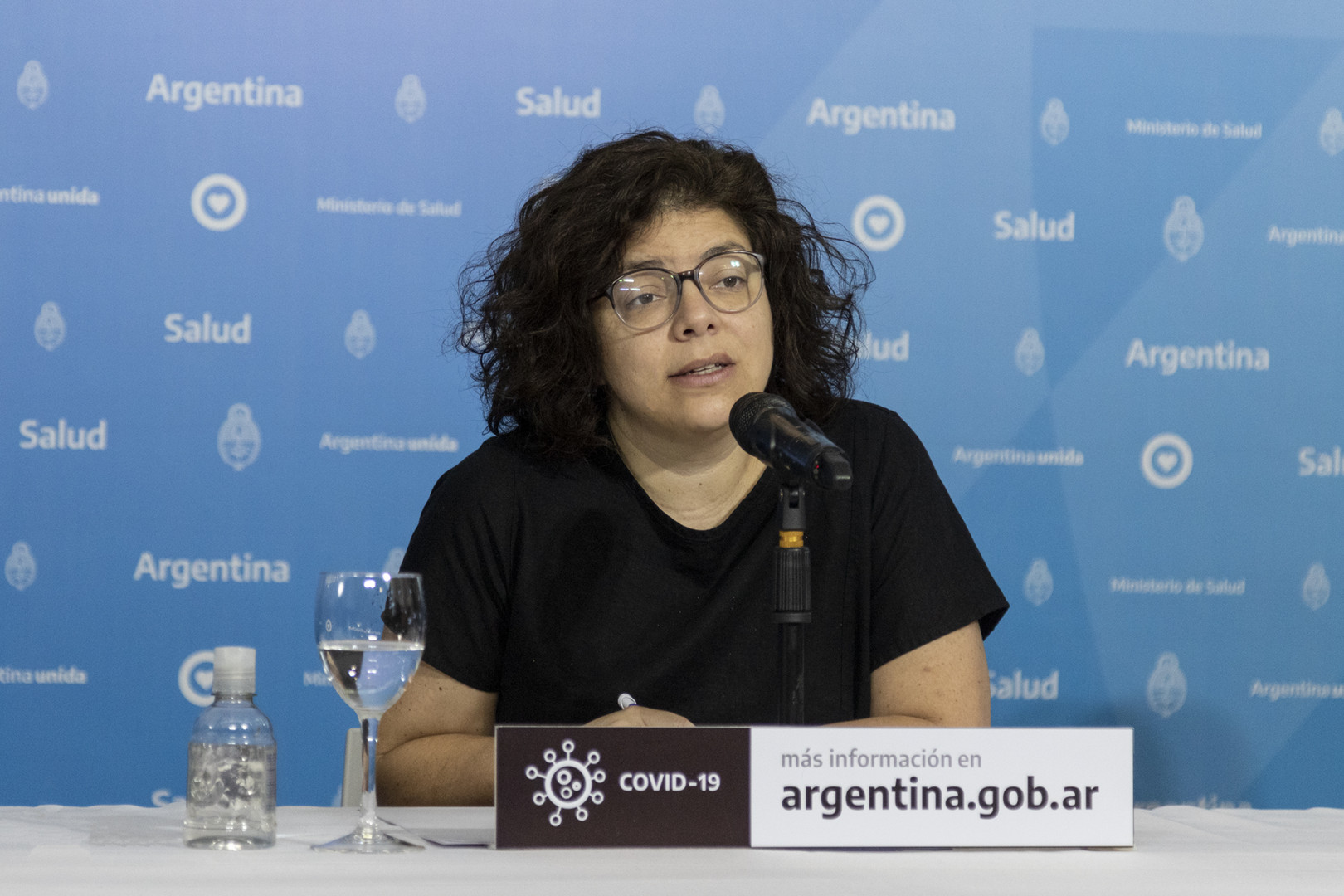
Carla Vizzotti dando uno de los reportes diarios durante la pandemia de COVID-19 en 2020.

Ha sido directora del Centro de Estudios para la Prevención y Control de Enfermedades Transmisibles (CEPyCET) de la Universidad ISALUD. Se desempeñó como consultora en Análisis de Estrategias Sanitarias de Fundación Huésped y asesora en la Comisión de Acción Social y Salud Pública de la Honorable Cámara de Diputados de la Nación.
Estuvo a cargo de la Dirección Nacional de Control de Enfermedades Inmunoprevenibles (DiNaCEI) del Ministerio de Salud de la Nación en Argentina (2007-2016). Durante su gestión fue responsable de la ampliación de un calendario de vacunación gratuita que incluye 19 vacunas gratuitas y obligatorias.
Integró los grupos asesores de la Organización Mundial de la Salud en Prácticas de Inmunizaciones (2013-2019) e Inmunización Materna (2014-2016), durante los gobiernos de Cristina Fernández de Kirchner y Mauricio Macri, así como el Grupo Asesor Técnico de Inmunización Materna de la Organización Panamericana de la Salud (2014-2016). Formó parte del Consejo Fundador de IAIM (Asociación Internacional de Gerentes de Inmunizaciones) (2013-2015).
Es miembro de numerosos organismos especializados: el Comité Consultivo Vaccine Acceptance Research Network (VARN), Sabin Institute, la Sociedad Latinoamericana de Infectología Pediátrica (SLIPE) (desde 2018), la Comisión de Vacunas de la Sociedad Argentina de Infectología (SADI) (desde 2007), el Comité Científico de la Fundación Vacunar (durante 2019), y la Comisión Directiva de la Sociedad Argentina de Infectología (2013-2018).
El 19 de diciembre de 2019 asumió como secretaria de Acceso a la Salud del Ministerio de Salud de la Nación Argentina (MSAL), cargo que desempeñó hasta el 20 de febrero de 2021, cuando fue designada Ministra de Salud de la Nación, tras la dimisión de su antecesor Ginés González García. Vizzotti tomó relevancia mediática y social por ser una de las caras visibles del MSAL durante la pandemia de COVID-19 en Argentina y durante el Aislamiento Social Preventivo y Obligatorio. Durante el año 2020 fue la encargada de comunicar el reporte diario matutino, junto al subsecretario de Estrategias Sanitarias, Alejandro Costa.
Es profesora honoraria de la Universidad Nacional de Córdoba desde 2019.

## Denuncias penales
En 2023, fue denunciada penalmente por haber violado la cuarentena y haber pemitido visitas discrecionales a internados por COVID-19 durante el Aislamiento Social Preventivo y Obligatorio, y también  fue denunciada penalmente por supuestas irregularidades en los testeos de COVID-19 para supuestamente sacar rédito económico, a raíz del llamado "escándalo de los testeos" en el aeropuerto de Ezeiza.